# Leon Cooper
Leon N Cooper (født 28. februar 1930, død 23. oktober 2024) var en amerikansk fysiker. Han modtog i 1972 nobelprisen i fysik sammen med John Bardeen og John Robert Schrieffer for udviklingen af BCS teorien, som beskriver superledere. Han lagde også navn til Cooper-par, og var med til at udvikle BCM teori til synaptisk plasticitet.